# Primula calthifolia
Primula calthifolia är en viveväxtart som beskrevs av William Wright Smith. Primula calthifolia ingår i släktet vivor, och familjen viveväxter. Inga underarter finns listade i Catalogue of Life.